# Taurotragus
Taurotragus is een ondergeslacht van Afrikaanse elandantilopen uit de familie Bovidae (Holhoornigen).

## Soorten
Er worden twee verschillende soorten in dit ondergeslacht geplaatst:
- Tragelaphus derbianus (Gray, 1847) – Reuzenelandantilope
- Tragelaphus oryx (Pallas, 1766) – Elandantilope